# 가양동 (대전)
가양동(佳陽洞)은 대전광역시 동구의 법정동이며, 법정동을 관할하는 행정동(가양1동·가양2동)의 통칭이다. 고속도로 진입로변에 위치한 대전의 관문지역으로 구획정리된 단독주택 및 빌라지역으로 동구에서는 네 번째로 인구규모가 큰 동이며 노령인구가 증가추세에 있다. 최근에는 동ㆍ서부지역이 석촌2지구 및 소제동 재개발지구로 편입되어 개발계획 중에 있다.

## 연혁
백제 때는 우술군에, 신라 때는 비풍군에 속했으며, 고려 초기에 회덕현에 속했다가, 1018년 현종 9년에는 공주부에 속했었다. 1413년 조선 태조 13년에 공주군에 속했으며 조선 고종 때에는 회덕군 외남면에 속했으며 괭잇들 가에 있는 마을이므로 '괭이' 또는 '가양'이라고 불렀다. 그 후 1914년 행정구역 개편 때 매봉리, 원리, 탁곤리와 내남면의 송촌 일부를 병합하여 괭이의 이름을 따서 가양리라 하여 대전군 외남면에 편입되었다. 그리고 1935년 11월 1일 대전군 대전읍이 대전부로 승격되면서, 대덕군 외남면에 편입되었다. 1940년 11월 1일 대전부 가양정이라 했다가 1946년 해방과 더불어 일제식 동명 변경에 따라 가양동이 되었으며, 1982년 9월 1일 1동과 2동으로 분동되어 현재에 이른다.

## 교육
- 대전흥룡초등학교
- 대전가양중학교
- 동대전중학교
- 대전대성여자중학교
- 대전대성여자고등학교
- 명석고등학교
- 대전보건대학교
- 한국폴리텍대학 대전캠퍼스

## 아파트
| 단지명                | 건설사       | 시행사                        | 주소            | 입주        | 비고                       |
| --------------------- | ------------ | ----------------------------- | --------------- | ----------- | -------------------------- |
| 가양동 고운하이플러스 | 고운건설     | 신도주택 재건축정비사업조합   |                 | 2022년 12월 | 가양동2구역 주택재건축사업 |
| 가양 대주파크빌       | 대주건설     | 가양주공아파트 주택재건축조합 | 동구 충정로 136 | 2006년 2월  | 가양주공 재건축            |
| 아침마을              | 동양건설산업 | 한국토지주택공사              | 동구 우암로 192 | 2011년 8월  | 석촌2지구 주거환경개선사업 |